# Caucus van Colorado 2012
De caucus van Colorado in 2012 was een voorverkiezing in de aanloop naar de Amerikaanse presidentsverkiezingen van 2012.

## Democratische caucus
De Democratische caucus werd gehouden op 6 maart, en overtuigend gewonnen door Obama. Hij kreeg dankzij deze overwinning 86 gedelegeerden achter zich.

## Republikeinse caucus

Resultaten van de Republikeinse caucus per county

De Republikeinse caucus werd gehouden op 7 februari 2012. Er stonden in totaal 36 gedelegeerden op het spel, waarvan 33 verdeeld zouden worden op basis van de uitslag van de caucus, en de overige 3 zouden niet verdeeld worden. Aanvankelijk leek Mitt Romney de caucus te winnen, maar Rick Santorum won de caucus uiteindelijk. Resultaten op basis van 100% getelde stemmen:
| Kandidaat                  | Stemmen                    | Percentage                 | Gedelegeerden | Gedelegeerden | Conventie Resultaten |
| Kandidaat                  | Stemmen                    | Percentage                 | MSNBC         | GP            | Conventie Resultaten |
| -------------------------- | -------------------------- | -------------------------- | ------------- | ------------- | -------------------- |
| Rick Santorum              | 26.614                     | 40,31%                     | 6             | 6             | 6                    |
| Mitt Romney                | 23.012                     | 34,85%                     | 13            | 14            | 13                   |
| Newt Gingrich              | 8.445                      | 12,79%                     | 0             | 0             | 0                    |
| Ron Paul                   | 7.759                      | 11,75%                     | 3             | 0             | 0                    |
| Rick Perry                 | 52                         | 0,08%                      | 0             | 0             | 0                    |
| Jon Huntsman               | 46                         | 0,07%                      | 0             | 0             | 0                    |
| Michele Bachmann           | 28                         | 0,04%                      | 0             | 0             | 0                    |
| Ovrige                     | 71                         | 0,11%                      | 0             | 0             | 0                    |
| Onverdeeld:                | Onverdeeld:                | Onverdeeld:                | 14            | 0             | 0                    |
| Onverdeelde gedelegeerden: | Onverdeelde gedelegeerden: | Onverdeelde gedelegeerden: | 0             | 16            | 17                   |
| Totaal:                    | 66.027                     | 100,00%                    | 36            | 36            | 36                   |

| Legenda: | Teruggetrokken voor de caucus |

1789 · 1792 · 1796 · 1800 · 1804 · 1808 · 1812 · 1816 · 1820 · 1824 · 1828 · 1832 · 1836 · 1840 · 1844 · 1848 · 1852 · 1856 · 1860 · 1864 · 1868 · 1872 · 1876 · 1880 · 1884 · 1888 · 1892 · 1896 · 1900 · 1904 · 1908 · 1912 · 1916 · 1920 · 1924 · 1928 · 1932 · 1936 · 1940 · 1944 · 1948 · 1952 · 1956 · 1960 · 1964 · 1968 · 1972 · 1976 · 1980 · 1984 · 1988 · 1992 · 1996 · 2000 · 2004 · 2008 · 2012 · 2016 · 2020 · 2024